# Recinto Amurallado de Almazora

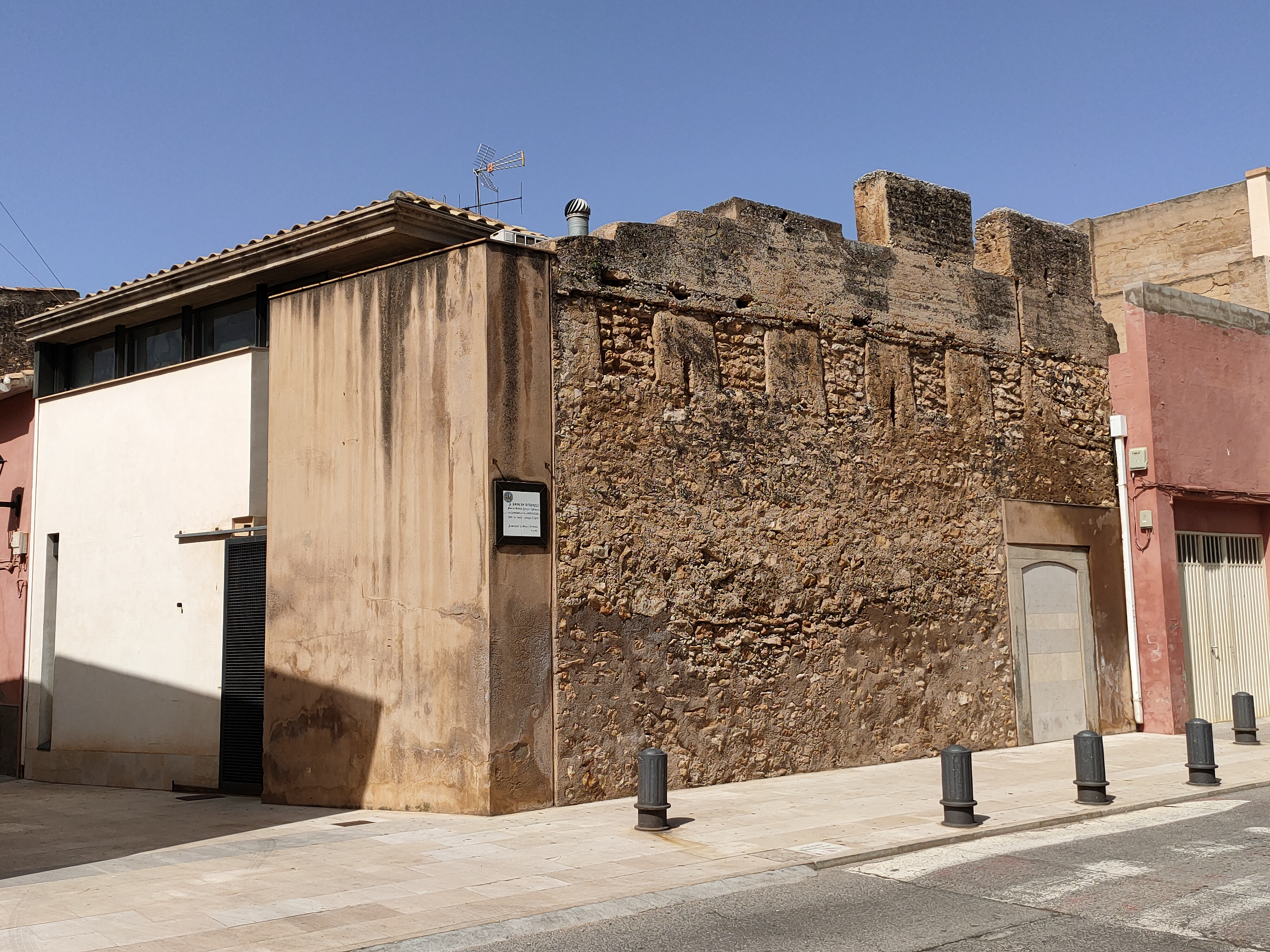
Restos de las murallas en 2022

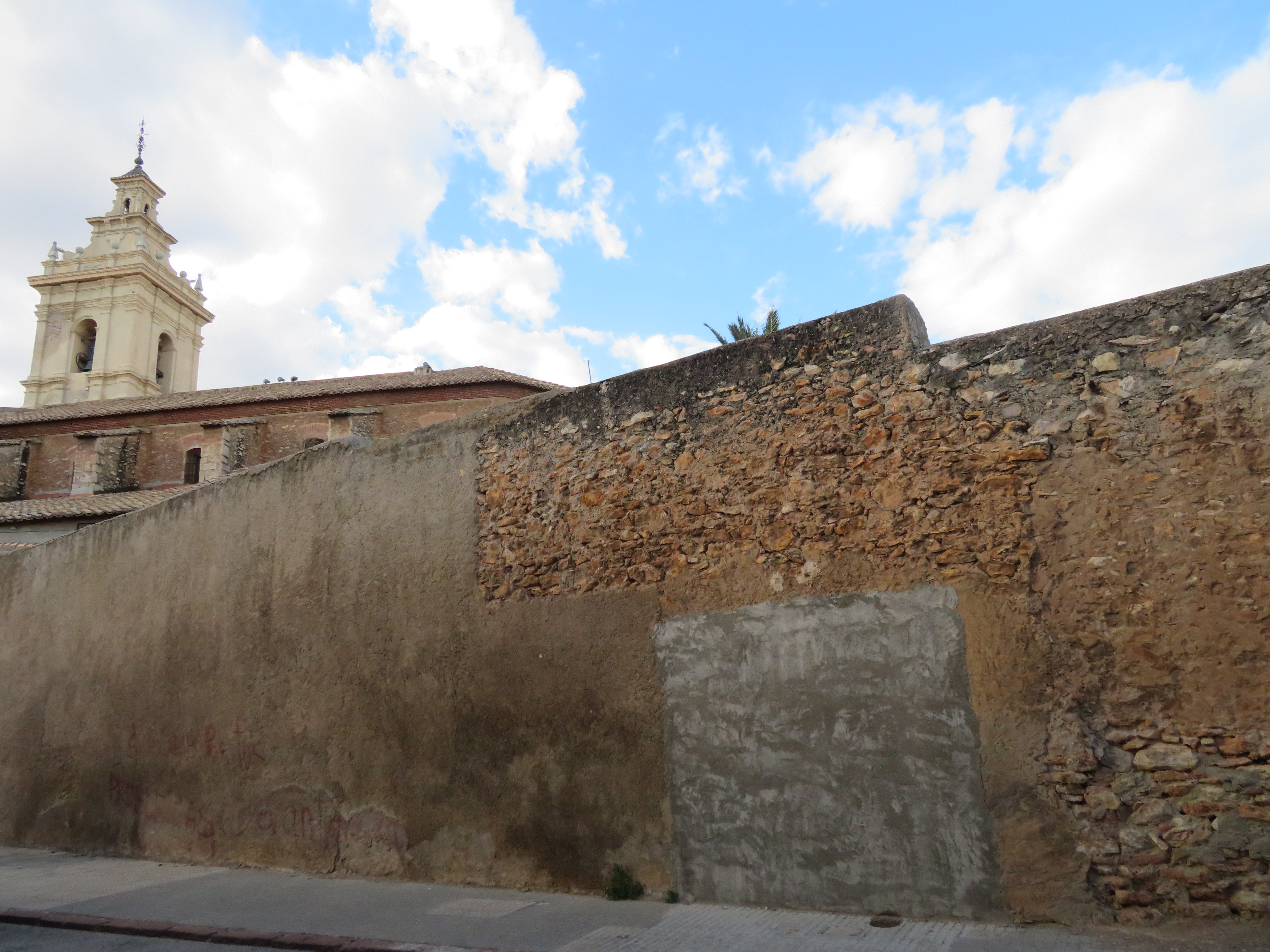
Vestigios de la muralla que rodeaba la antigua Vila medieval de Almassora.

El Recinto Amurallado de Almazora, es un monumento catalogado como Bien de Interés Cultural, según consta en la Dirección General de Patrimonio Artístico de la Generalidad Valenciana, con  número de anotación ministerial R-I-51-0011238, y fecha de anotación 30 de noviembre de 2004.
El monumento se ubica en el centro de la población de Almazora, en la Plana Alta, provincia de Castellón.

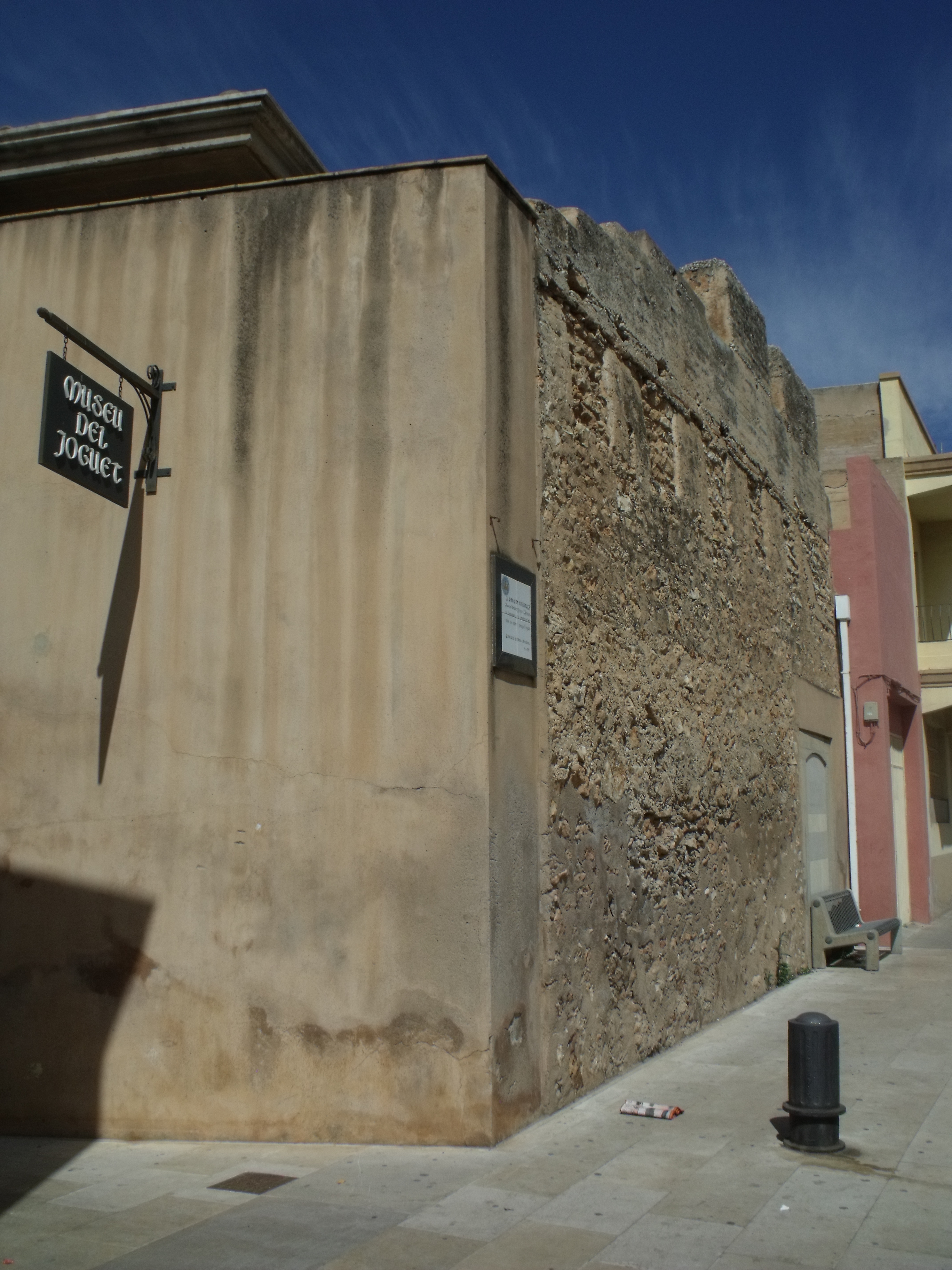

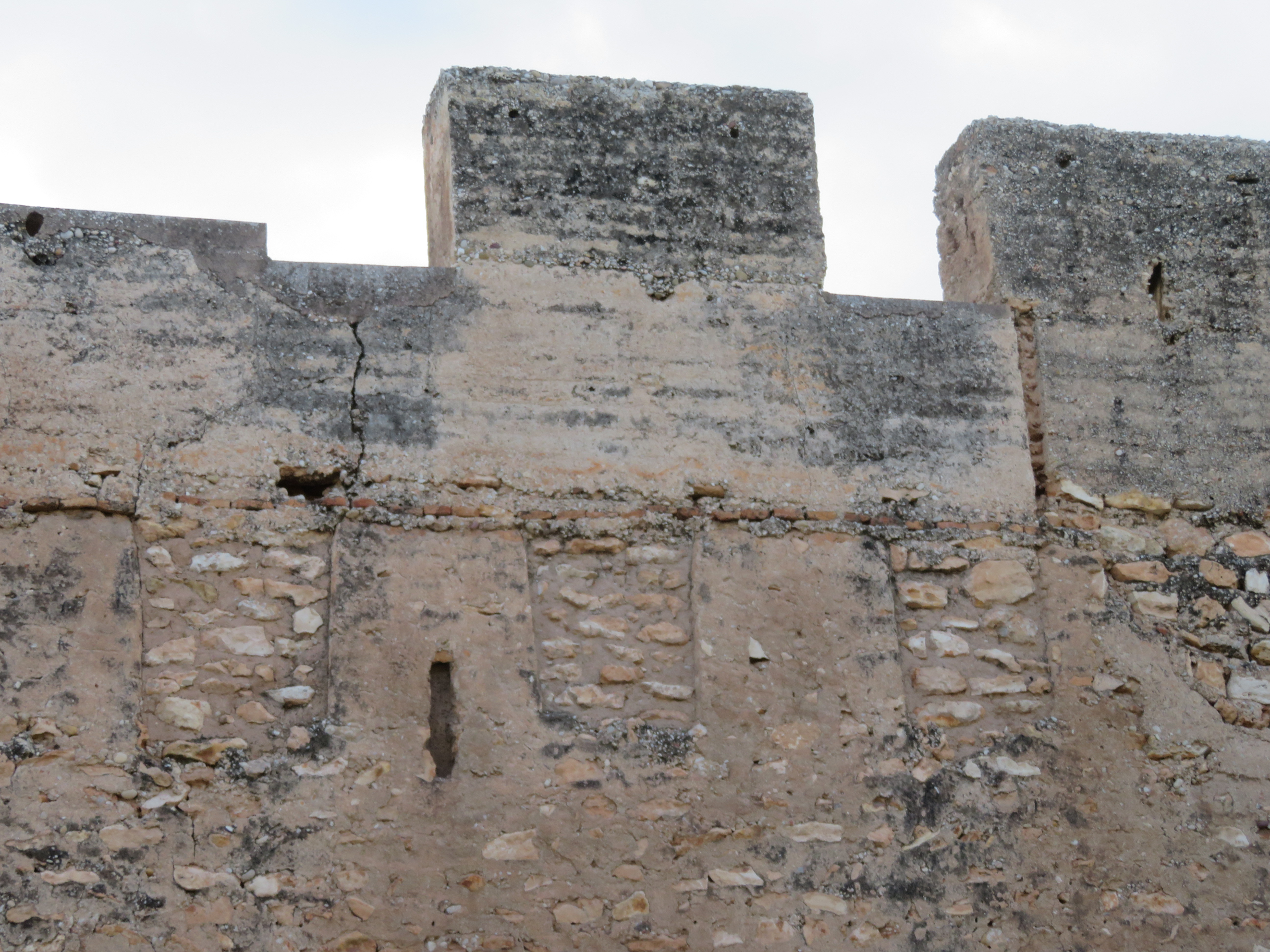
Vestigios de la muralla medieval de la Vila de Almazora.

## Descripción histórico-artística
Con la ocupación musulmana empezada en el siglo VIII, el núcleo de población invasora se encontraba ubicado en el castillo de Almazora. Su  reconquista según el historiador Diago se llevó a cabo en el año 1234. En el Libro de los Hechos de Jaime I, se relata como Pere Cornell,  conquista el castillo de Almazora, y sus moradores, según consta  en su Carta de Privilegios (1235), quedan bajo la custodia de Jaime I, medida con la cual se  trataba de atraer repobladores cristianos. Más tarde, el monarca cedió el dominio al Monasterio de Santa Cristina, de Somport (Huesca), consiguiendo Carta Puebla  en 1237, estipulada según fuero de Burriana; y confirmada en 1243,  por el propio rey respetando íntegra  su redacción.  Más tarde, en 1245, el rey  infeuda la villa al Obispo de Tortosa,  quedando ligada  hasta la abolición de los señoríos. En 1247 el prelado Pons de Torrella, decidió  trasladar la ciudad, desde el Castillo a su emplazamiento actual; consiguiendo el nuevo núcleo poblacional, que  ya estaba amurallado a fines del siglo XIII, numerosas prerrogativas. El recinto amurallado se levantó para conseguir fortificar la nueva ciudad cristiana. Se siguió para su construcción el modelo de Jaca (de 1076, que se basa en unos fueros que otorgaban parcelas iguales a hombres iguales, siguiendo un trazado ortogonal), que se expandía por el Camino de Santiago y por las zonas repobladas por la Corona de Aragón en época de reconquista.  El casco histórico medieval de Almazora se ha conservado, pese a que en el siglo XVII se produjo una fuerte expansión debido al crecimiento de la población. Pese a todo ello las murallas, que actualmente se encuentran anexas, en su mayor parte, a los edificios existentes; conservan algunos tramos visibles y en buen estado (el más destacado es el llamado la murà, entre las calles Tremedal y Sant Blai. También hay algunos lienzos de esta muralla en las calles D'Arremur, Burriana y Colón). Por su parte, intramuros, se pueden contemplar  tres arcos de la sólida porchada de la plaza y el horno de cocer pan, que fue concedido  en 1247, por el obispo de Tortosa. En el año 1468 se reformó y reforzó la muralla, y durante las Guerras Carlistas se elevó su alrtura
El recinto amurallado ha sido recientemente restaurado. Hasta el siglo XVIII, en concreto hasta 1798, la población se situaba en recintos rectangulares concéntricos, que se separaban de las murallas por lo que se conoce como el corredor de la Muralla, el cual se encuentra defendido por seis torres (de las cuales sólo quedan dos), situadas, cuatro en los ángulos, y dos en el centro de los lados Norte y Sur. La torre del centro del lado sur está situada detrás del palacio del Conde Almenara o de Aversa.